# 刘春良
刘春良（1954年3月—），男，山东兖州人，中华人民共和国政治人物。开封师范学院（现河南大学）中文系中文专业毕业，首都经济贸易大学企业管理专业研究生学历。

## 生平
1982年加入中国共产党。历任共青团河南省委常委、宣传部部长；中共河南省委政策研究室副处长、处长，省委办公厅正处级秘书、副主任，省委组织部副部长；中共许昌市委副书记、市长、市委书记等职。2005年12月获任中共河南省委常委、省委高校工委书记，次年9月调任中共安徽省委常委、省纪委书记，2010年9月回任中共河南省委常委，2011年2月兼省委秘书长。2014年1月当选河南省人大常委会副主任。2014年9月任河南省人大常委会党组书记。2018年2月24日，当选为第十三届全国人大代表。